# Сундквист, Калле
Карл-А́ксель Су́ндквист (швед. Karl-Axel Sundqvist; 29 ноября 1962, Карлскруна) — шведский гребец-байдарочник, выступал за сборную Швеции в начале 1980-х — середине 1990-х годов. Серебряный призёр летних Олимпийских игр в Барселоне, чемпион мира, победитель многих регат национального и международного значения.

## Биография
Калле Сундквист родился 29 ноября 1962 года в городе Карлскруна, лен Блекинге. Активно заниматься греблей начал с раннего детства, проходил подготовку в Сёдертелье в местном каноэ-клубе под названием Kanotföreningen Kanotisterna.
Первого серьёзного успеха на взрослом международном уровне добился в 1983 году, когда попал в основной состав шведской национальной сборной и побывал на чемпионате мира в финском Тампере, откуда привёз награду бронзового достоинства, выигранную в зачёте двухместных экипажей на десятикилометровой дистанции. Благодаря череде удачных выступлений удостоился права защищать честь страны на летних Олимпийских играх 1984 года в Лос-Анджелесе — в двойках с напарником Бенгтом Андерссоном показал на тысяче метрах восьмой результат, тогда как в одиночках был близок к призовым позициям, в решающем заезде финишировал четвёртым
На чемпионате мира 1985 года в бельгийском Мехелене Сундквист трижды поднимался на пьедестал почёта: стал чемпионом в четвёрках на тысяче метрах, а также получил бронзу одиночках на тысяче метрах и в четвёрках на пятистах метрах. Два года спустя на мировом первенстве в немецком Дуйсбурге взял бронзу в полукилометровой гонке двоек и серебро в километровой гонке четвёрок. Позже отправился на Олимпийские игры 1988 года в Сеуле, где представлял Швецию сразу в трёх разных дисциплинах: в одиночках на пятистах метрах занял пятое место, в четвёрках на тысяче метрах был восьмым, в двойках на пятистах метрах вместе с Пер-Инге Бенгтссоном выбыл из борьбы за медали уже по резулльтатам первого же заезда.
В 1989 году Сундквист добыл бронзу и серебро на мировом первенстве в болгарском Пловдиве, в одиночках на одном километре и в четвёрках на десяти километрах. В 1990 году побывал на чемпионате мира в польской Познани, откуда привёз награду бронзового достоинства, выигранную на десятикилометровой дистанции в четвёрках. Будучи одним из лидеров шведской гребной команды, благополучно прошёл квалификацию на Олимпийские игры 1992 года в Барселоне — в программе байдарок-двоек на тысяче метрах вместе с напарником Гуннаром Ульссоном завоевал серебряную медаль, пропустив вперёд лишь экипаж из Германии, тогда как на пятистах метрах они показали пятый результат, а в одиночках на той же дистанции он дошёл до полуфинала.
После трёх Олимпиад Калле Сундквист ещё в течение нескольких лет оставался в основном составе национальной сборной Швеции и продолжал принимать участие в крупнейших международных регатах. Так, в 1993 году он выступил на мировом первенстве в Копенгагене, где в паре с тем же Ульссоном стал бронзовым призёром на тысяче метрах и серебряным призёром на десяти тысячах метрах. Вскоре по окончании этих соревнований принял решение завершить карьеру профессионального спортсмена, уступив место в сборной молодым шведским гребцам.